# Alfred Gervais
Alfred Albert Gervais, född 19 december 1837 i Provins, Seine-et-Marne, död 17 mars 1921 i Nice, var en fransk sjömilitär.
Gervais var som kadett med på östersjöeskadern under Krimkriget och deltog i kriget mot Kina 1860. Han blev löjtnant 1862 och deltog som ordonnansofficer i expeditioner längs Afrikas öst- och västkust (1864–1870). Han utmärkte sig under Paris belägring 1870 och innehade därefter kommandon på avlägsna farvatten och i Medelhavet. År 1886 blev han stabschef och kabinettsdirektör hos sjöministern och utnämndes 1887 till konteramiral. Gervais förordnades 1889 till chef över norra pansareskadern, med vilken han 1891 besökte Östersjön och erhöll ett hjärtligt mottagande i Köpenhamn och Stockholm, på väg till Kronstadt, där denna franska flottas närvaro framkallade entusiastiska uttryck av den nyknutna vänskapen mellan Frankrike och Ryssland. Därigenom fick denna expedition en historisk betydelse. På hemvägen hedrades Gervais eskader med ett lysande mottagande i Portsmouth. Gervais blev 1892 viceamiral och chef för marinministeriets generalstab samt var 1895–1896 chef för den aktiva Medelhavsflottan, det högsta kommandot inom den aktiva franska marinen. Han valdes 1897 till ledamot av Krigsvetenskapsakademien.